# Grand hospitalier
Le grand hospitalier ou l’hospitalier est l'un des plus hauts dignitaires de l'ordre de Saint-Jean de Jérusalem. Il relevait directement du grand maître et était le troisième par ordre de préséance,, après le grand maréchal et le grand maître de l'Ordre. 
Jusqu'en 1162, cette fonction était attribuée directement au grand maître. À partir de la réforme de 1340, cette dignité correspondait à l'ancien titre de grand commandeur de l'Hospital. Elle était généralement conférée au chef et pilier de la langue de France,,.
Le grand hospitalier était à la tête de l’Hôpital aussi appelé Infirmerie. Il avait à ce titre la surintendance générale des établissements sanitaires, des établissements de charité ainsi que des maisons d'éducation. Parmi ses responsabilités se trouvait la gestion de tout le personnel affecté et des biens qui y étaient associés,. Dans les chapelles des hôpitaux de l'Ordre, il était aussi chargé de surveiller que les ecclésiastiques et toutes les personnes placées sous leur dépendance remplissaient ponctuellement leurs obligations.
Il avait le droit de censure et d'admonition envers les Hospitaliers de toute dignité.

## Sources
- Nicole Bériou (dir. et rédacteur), Philippe Josserand (dir.) et al. (préf. Anthony Luttrel & Alain Demurger), Prier et combattre : Dictionnaire européen des ordres militaires au Moyen Âge, Fayard, 2009, 1029 p. (ISBN 978-2-2136-2720-5, présentation en ligne)